# Campeonato Panamericano de Taekwondo de 1978
El I Campeonato Panamericano de Taekwondo se celebró en Ciudad de México (México) en 1978 bajo la organización de la Unión Panamericana de Taekwondo.
En total se disputaron ocho pruebas diferentes, todas ellas en la categoría masculina.

## Resultados

### Masculino
| Evento | Oro                             | Plata                          | Bronce                                                |
| ------ | ------------------------------- | ------------------------------ | ----------------------------------------------------- |
| –48 kg | Jaime de Pablos · México        | Gustavo Batista · Costa Rica   | —                                                     |
| –53 kg | Pablo Arizmendi · México        | Willian Kim Estados Unidos     | Javier Romero · Ecuador · Víctor Batista · Costa Rica |
| –58 kg | Reynaldo Salazar · México       | Manuel Guzmán · Costa Rica     | Noel King · Jamaica · Marcelo Trevino · Bolivia       |
| –63 kg | Greg Fears Estados Unidos       | Moritz von Macher · México     | Carlos Elizondo · Costa Rica                          |
| –68 kg | Cuauhtémoc Garduño · México     | Randall Fernández · Costa Rica | Michael O'Malley Estados Unidos                       |
| –74 kg | Manuel Jurado Malacara · México | Kun-Young Lee Estados Unidos   | Douglas Drane · Jamaica · Diego Osorio · Colombia     |
| –80 kg | John Holloway Estados Unidos    | Roberto Caspiur · Costa Rica   | Vicente Franco · México · Mauricio Duque · Colombia   |
| +80 kg | Gerald Robbins Estados Unidos   | Alejandro Valdés · México      | Alfredo Reyes · Ecuador                               |

## Medallero
| Núm. | País           | Oro | Plata | Bronce | Total |
| ---- | -------------- | --- | ----- | ------ | ----- |
| 1    | México         | 5   | 2     | 1      | 8     |
| 2    | Estados Unidos | 3   | 2     | 1      | 6     |
| 3    | Costa Rica     | 0   | 4     | 2      | 6     |
| 4    | Colombia       | 0   | 0     | 2      | 2     |
| 4    | Ecuador        | 0   | 0     | 2      | 2     |
| 4    | Jamaica        | 0   | 0     | 2      | 2     |
| 7    | Bolivia        | 0   | 0     | 1      | 1     |
|      | TOTAL          | 8   | 8     | 11     | 27    |